# Mac Curtis
Wesley Erwin "Mac" Curtis, Jr. (16 de enero de 1939 – 16 de septiembre de 2013) fue un músico de rockabilly. Nació en Fort Worth, Texas. Aprendió a tocar guitarra a los 12, ingresando a un concurso de talentos. Se mudó a Weatherford en 1954, donde formó una banda con dos compañeros de clase, Jim y Ken Galbraith. Tocaban en los eventos de la escuela, pero durante uno de ellos su espectáculo fur interrumpido por realizar movimientos con contenido sexual sobre el escenario. El grupo siguió tocando localmente, y en 1955 les ofrecieron un trato con King Records, que lanzó su primer sencillo "If I Had Me a Woman".
Más tarde Alan Freed escuchó al grupo y los invitó a tocar en su especial de radio de Navidad en 1956. Curtis volvió a Weatherford para completar su educación y se convirtió en disc jockey en Seúl, Corea luego de unirse a la milicia. Al retornar en 1960, siguió trabajando como DJ en el sur de Estados Unidos y lanzó otros álbumes. El de 1968, The Sunshine Man, alcanzó la posición 35 en las listas de música country en el país. Como en la década de 1970 el rockabilly se hizo popular, comenzó a grabar con Ray Campi y firmó para el sello de Ronnie Weiser, Rollin' Rock Records. Su carrera despegó en los 1980s y 1990s. Más tarde fue elegido para Salón de la Fama del Rockabilly.
Murió el 16 de septiembre de 2013 debido a las heridas provocadas en un accidente de tránsito.

## Álbumes
| Año                        | Título/lista de canciones | N.º catálogo                      |
| -------------------------- | --- | --------------------------------- |
| Epic Records (USA)         | |                                   |
| 1969                       | SUNSHINE MAN Little Ole Wine Drinker / The Friendly City / Break My Mind / Love's Been Good To Me / Too Good To Be True / Too Close To Home / The Quiet Kind / Sunshine Man / I've Got The Tiger By The Tail / Almost Persuaded / It's My Way | BN 26419 (LP)                     |
| GRT Records (USA)          | |                                   |
| 1970                       | EARLY IN THE MORNING Early In The Morning / Big Boss Man / Ain't That A Shame / Blues Man / Baby What You Want Me To Do / Maybelline / Gulf Stream Line / Stagger Lee / I'd Run A Mile / I Got A Woman / Where The Hurt Moves In / Him Or Me (What's It Gonna Be) | LP 20002 (LP)                     |
| Rollin' Rock Records (USA) | |                                   |
| 1973                       | RUFFABILLY Big D Women / Baby Let's Play House / Heartbreakin' Mama / Fannie Mae / Sidetrack Mama / Holdin' On / Good Rockin' Tonight / Amarillo Killer / Hot Rock / Crazy Crazy Lovin' / Wild Wild Women / You Hurt Me / Sexy Ways | LP 002 (LP)                       |
| 1975                       | GOOD ROCKIN' TOMORROW Good Rockin' Tomorrow / Wake Up Rock 'n' Roll Rock-A-Baby / Hard Hearted Girl / Party Line / Turn To Me / For Your Love / Rockabilly Uprising / Been Gone A Long Time / Juice Box / Gone Out Of My Mind / Wildcat Tamer / Let's Go | LP 002 (LP)                       |
| 1978                       | ROCK ME Sidething / That's How Much I Love You / Turn Away From Me / Making It Right / Real Good Itch / She Knows All The Good Ways To Be Bad / Suntan Girl / You Can't Take The Boogie Woogie Out Of Me / I'd Run A Mile To You / Good Love Sweet Love / Don't You Love Me / Rock Me | LP 016 (LP)                       |
| Sunshine Records (USA)     | |                                   |
| 1977                       | GOLDEN GOSPEL FAVORITES I'm Gonna Walk Them Golden Stairs / He'll Understand And Say Well Done / Swing Down Chariot / Just A Little Talk With Jesus / This Old Building / His Hand In Mine / When God Dips His Pen / Milky White Way / Where Could I Go / It's Different Now | SS 001 (LP)                       |
| Radar Records (UK)         | |                                   |
| 1979                       | ROCKIN' MOTHER Ducktail / Grandaddy's Rockin' / You Oughta See Granma Rock / How Long Will It Take / If I Had Me A Woman / Good Rockin' Tomorrow / Rockin' Mother / How Come It / Slip Slip Slippin' In / Johnny Carroll Rock / Turn Away From Me / That Ain't Nothin' But Right / Crazy Crazy Lovin' / Hungry Hill collection of Rollin' Rock masters | RAD 22 (LP)                       |
| Rebel (FIN)                | |                                   |
| 1981                       | TEXAS ROCKABILLY LEGEND Rock Me / If I Had Me A Woman / Slip Slip Slippin' In / Turn To Me / I'd Run A Mile To You / Hungry Hill / Johnny Carroll Rock / Pistol Packin' Mama / Ducktail / Making It Right / Sidething / Good Rockin' Tomorrow / Been Gone A Long Time / She Knows All The Good Ways To Be Bad collection of Rollin' Rock masters | ROLLS 004 (LP)                    |
| 1981                       | TOP CAT ON ROCKABILLY TRACK Rockin' Mother / Rockabilly Uprising / Suntan Girl / Wildcat Tamer / That Ain't Nothin' But Right / Grandaddy's Rockin' / Amarillo Killer / How Come It / Hard Hearted Girl / Keep Doin' What You're Doin' Now / How Long Will It Take / For Your Love / You Oughta See Granma Rock / Turn Away From Me collection of Rollin' Rock masters | ROLLS 004 (LP)                    |
| Hot Rock Records (UK)      | |                                   |
| 1981                       | TRUCKABILLY I'm Gonna Be A Wheel Someday / Goosebumps / Good Rockin' Teddy / Wishin 'n' Prayin' / The Hucklebuck / I'm Gonna Love You Back To Loving Me Again / Rockin' Pneumonia And The Boogie Woogie Flu / Train Of Sin / Just a Little Too Much / Hooked On Music / Turn To Me / Little Miss Linda / Don't Forbid Me / Hollywood City | HR-701 (LP)                       |
| Rollin' Rock Records (CH)  | |                                   |
| 1995                       | THE ROLLIN' ROCK & REBEL SINGLES Ducktail / Sidetrack Mama / You Oughta See Granma Rock / Grandaddy's Rockin' / How Come It / Slip Slip Slippin' In / Johnny Carroll Rock / Rockin' Mother / Keep Doin' What You're Doin' Now / Pistol Packin' Mama / Been Gone A Long Time / Making It Right / For Your Love / Turn Away From Me / If I Had Me A Woman / That Ain't Nothin' But Right / Rollin' Rock Rock / How Long Will It Take / Tell Me What'll I Do collection of Rollin' Rock masters | RRCD 004 (CD)                     |
| Hightone Records/HMG (USA) | |                                   |
| 1997                       | ROCKABILLY UPRISING If I Had Me A Woman / Good Rockin' Tomorrow / Party Line / Ducktail / I'd Run A Mile To You / Wild Wild Women / That's How Much I Love You / You Can't Take The Boogie Woogie Out Of Me / Grandaddy's Rockin' / Turn Away From Me / Sidething / How Come It / Wake Up Rock 'n' Roll / Hard Hearted Girl / More Love Where That Came From / Real Good Itch / Turn To Me / For Your Love / Suntan Girl collection of Rollin' Rock masters                                  | 6601 (CD)                         |
| Vinyl Japan Records (UK)   | |                                   |
| 1998                       | ROCKABILLY READY Rockabilly Ready / The Love Doctor / Show Me The Money / Tell Me What'll I Do / Old Rock 'n' Rollers Like Me / Miss Linda's Still Fine / One Foot Loose / Blues Man / Let's Go Downtown / Keep On Rockin' / Hey Hey Little Lady / Mesmerized / Are You Ready To Rumble / Side Wind / Little Mama Have Mercy / Frantic | JRCD 31 (CD)                      |
| Bluelight Records (FIN)    | |                                   |
| 1999                       | EARLY IN THE MORNING Early In The Morning / Big Boss Man / Ain't That A Shame / Blues Man / Baby What You Want Me To Do / Maybelline / Gulf Stream Line / Stagger Lee / I'd Run A Mile / I Got A Woman / Where The Hurt Moves In / Him Or Me (What's It Gonna Be) re-issue of GRT album | BLR 3367 2 (CD)                   |
| 2011                       | SONGS I WISH I WROTE Singer Of Sad Songs / This Time Tomorrow / 100 Pounds Of Honey / Sunshine Man / Turn Away From Me / One More Night / Stay Love / Beautiful Annabel Lee / So What Let It Rain / Drowning All My Sorrows / If You Want To Be My Woman / Restless / You’ve Turned Down The Lights | BLR 33147 2 (CD) BLR 33147 1 (LP) |

## Sencillos
| Año                        | Canción A/B                                                              | Nº catálogo |
| -------------------------- | ------------------------------------------------------------------------ | ----------- |
| King Records (USA)         |                                                                          |             |
| 1956                       | If I Had Me A Woman / Just So You Call Me                                | 45-4927     |
| 1956                       | Granddaddy's Rockin’ / Half Hearted Love                                 | 45-4949     |
| 1956                       | You Ain't Treatin' Me Right / The Low Road                               | 45-4965     |
| 1956                       | That Ain't Nothin' But Right / Don't You Love Me                         | 45-4995     |
| 1957                       | Say So / I'll Be Gentle                                                  | 45-5059     |
| 1958                       | What You Want / You Are My Very Special Baby                             | 45-5107     |
| 1958                       | Little Miss Linda / Missy Ann                                            | 45-5121     |
| Felsted Records (USA)      |                                                                          |             |
| 1960                       | Come Back Baby / No Never Alone                                          | 45-8592-V   |
| Le Cam Records (USA)       |                                                                          |             |
| 1962                       | Singing The Blues / Soho                                                 | 339         |
| 1962                       | Dance Her By Me (One More Time) / You're The One                         | 954         |
| 1965                       | Lie And Get By / I Just Ain't Got                                        | 965         |
| Dot Records (USA)          |                                                                          |             |
| 1962                       | Dance Her By Me (One More Time) / You're The One                         | 45-16315    |
| Brownfield Records (USA)   |                                                                          |             |
| 1962                       | Doodle Doodle Do (And Forget About You) / Don't Take My Freedom          | BF 27       |
| Shah Records (USA)         |                                                                          |             |
| 1962                       | Singing The Blues / Ballad Of Black Mountain                             | S 982       |
| Limelight Records (USA)    |                                                                          |             |
| 1963                       | 12th Of June / Lie And Get By                                            | Y 3010      |
| Shalimar Records (USA)     |                                                                          |             |
| 1963                       | Come On Back / 100 Pounds Of Honey                                       | S-103       |
| Maridene Records (USA)     |                                                                          |             |
| 1964                       | 100 Pounds Of Honey / Down The Pike                                      | M-111       |
| Tower Records (USA)        |                                                                          |             |
| 1967                       | Stepping Out On You / The Ties That Bind                                 | 319         |
| Epic Records (USA)         |                                                                          |             |
| 1968                       | Too Close To Be True / Too Close To Home                                 | 5-10257     |
| 1969                       | Love's Been Good To Me / The Quiet Kind                                  | 5-10324     |
| 1969                       | Sunshine Man / It's My Way                                               | 5-10385     |
| 1969                       | Almost Persuaded / The Friendly City                                     | 5-10438     |
| 1969                       | Happiness Lives In This House / Little Ole Wine Drinker Me               | 5-10468     |
| 1969                       | Us / Don't Make Love                                                     | 5-10530     |
| 1970                       | Honey Don't / Today's Teardrops                                          | 5-10574     |
| GRT Records (USA)          |                                                                          |             |
| 1970                       | Early In The Morning / When The Hurt Moves In                            | 26          |
| 1971                       | Gulf Stream Line / I'd Run A Mile                                        | 41          |
| Rollin' Rock Records (USA) |                                                                          |             |
| 1972                       | Ducktail / Sidetrack Mama                                                | 45-007      |
| 1974                       | Grandaddy's Rockin' / You Oughta See Granma Rock                         | 45-016      |
| 1974                       | How Come It / Slip Slip Slippin' In                                      | 45-018      |
| 1975                       | Johnny Carroll Rock / Rockin' Mother                                     | 45-026      |
| 1975                       | What'll I Do / (B-side by Ray Campi)                                     | 45-029      |
| 1978                       | Keep Doin' What You're Doin' Now / Pistol Packin' Mama                   | 45-043      |
| Emcee Records (USA)        |                                                                          |             |
| 1974                       | Pistol Packin' Mama / She Knows All The Good Ways To Be Bad              | 002         |
| Ranwood Records (USA)      |                                                                          |             |
| 1975                       | Asphalt Cowboy / Pistol Packin' Mama                                     | R-1017      |
| 1975                       | Keep Doin' What You're Doin' Now / She Knows All The Good Ways To Be Bad | R-1033      |
| 1975                       | Nine Times Out Of Ten / More Like I Do Now                               | R-1041      |
| 1976                       | West Texas Women / We Made It All The Way                                | R-1050      |
| Hot Rock Records (UK)      |                                                                          |             |
| 1980                       | Hot Rock Boogie // Half Hearted Love / The Hucklebuck                    | HR-001      |
| 1981                       | I'm Gonna Be A Wheel Someday / Goosebumps                                | HR-010      |
| Rebel (FIN)                |                                                                          |             |
| 1981                       | Making It Right / Been Gone A Long Time                                  | MAC 005     |
| 1981                       | For Your Love / Turn Away From Me                                        | MAC 006     |